# Paquita Rico
Francisca Rico Martínez, más conocida como Paquita Rico (Sevilla, 13 de octubre de 1929 - Ibidem, 9 de julio de 2017), fue una actriz, cantante y bailarina española.

## Trayectoria artística
Nació en 1929 en el barrio de Triana de la ciudad de Sevilla, concretamente en el «Corral de la Perla», siendo hija de Alberto Rico de la Fuente (?-1950), vendedor ambulante de marisco y de Francisca Martínez Paredes (ama de casa, originaria de Murcia). Tuvo tres hermanos, Amparo, Alberto y Antonia. Fue bautizada en la Iglesia de Santa Ana. Cuando era pequeña tomó clases de canto con Adelita Domingo, las cuales pagaba con el dinero que ganaba de aprendiz de peluquera. Tras participar en un concurso radiofónico, debutó sobre un escenario siendo aún muy joven en el ballet español de Montemar junto a Carmen Sevilla y Ana Esmeralda. Comenzó a trabajar en la compañía de Pepe Pinto. Fue descubierta por Florián Rey y en 1948 rodó bajo dirección de este su primera película, Brindis a Manolete, que inmediatamente le otorgó gran popularidad. Le siguieron comedias, sainetes y dramas, así como numerosas películas folclóricas.
A fines de los cuarenta, grabó sus primeros discos para el sello Columbia. En años sucesivos alcanzó estatuto de estrella favorita del cine español, continuando también su carrera como cantante folclórica. Ganó un premio del Festival de Cannes por su actuación en Debla, la virgen gitana (1951). Viajó a México para filmar la película Prisionera del pasado (1954) con Enrique Rambal y Joaquín Cordero.
Su mayor éxito cinematográfico llega en 1958 cuando interpretó el papel de la reina María de las Mercedes de Orleans y Borbón (primera esposa de Alfonso XII fallecida prematuramente) en el melodrama dirigido por el argentino Luis César Amadori ¿Dónde vas, Alfonso XII?. El papel del monarca lo hizo Vicente Parra y con este filme ambos actores alcanzaron enorme popularidad. A raíz de esa interpretación Rico grabó en 1967 su propia versión del «Romance de la Reina Mercedes», copla de Quintero, León y Quiroga sobre la historia del matrimonio real, y que terminaría convirtiéndose en su tema más emblemático.
Dos años después Paquita Rico coincidió con sus amigas (y rivales artísticas) Lola Flores y Carmen Sevilla en la película El balcón de la luna, una producción atípica ya que reunía a tres estrellas que habitualmente protagonizaban filmes pensados para su lucimiento individual.
A mediados de los sesenta realizó varias grabaciones para los sellos La Voz de su Amo y Philips. Después firmó un contrato de exclusividad con Discos Belter, donde grabó «En la noche de boda», «Encuentro», «Nuestro ayer», «La novia de España», «Tarde sevillana», «Tus ojos de olé con olé», entre otros temas.
A partir de ese momento Paquita Rico espació sus apariciones cinematográficas, frecuentando círculos selectos y solamente intervendría en otros seis títulos más, hasta su retirada definitiva del mundo del espectáculo. A finales de los años 1980 colaboró como tertuliana en el programa radiofónico Directamente Encarna, de la Cadena COPE. Intervino en un episodio de Hostal Royal Manzanares en 1997.
Estuvo casada entre 1960 y 1965 con el torero Juan Ordóñez Araújo (Juan de la Palma), hermano de Antonio Ordóñez, contrajeron matrimonio en Bogotá. Era, por tanto, tía de Carmen y Belén Ordóñez. Al quedarse viuda, contrajo matrimonio el 26 de agosto de 1968, con Guillermo Arsenio Arocha Fernández, que falleció el 20 de septiembre de 2002. Era tía en segundo grado de la fallecida actriz Soledad Miranda.
Paquita Rico falleció a las 19.40 h del domingo 9 de julio de 2017 a los 87 años de edad en el Hospital Infanta Luisa, en el barrio de Triana, debido a complicaciones derivadas de su avanzada edad. Según relató la familia de la actriz y cantante: “Se ha ido apagando poco a poco. A cuenta de su edad ha muerto. Ha estado acompañada hasta el último momento por sus familiares directos”. Sus restos mortales posteriormente fueron incinerados. Residía en el Barrio de Los Remedios. Esta enterrada desde el año 2022 en el Cementerio de san Fernando en Sevilla junto a su marido Juan Ordoñez

## Filmografía
| Año  | Título                                                   | País           | Director                                                   | Personaje             |
| ---- | -------------------------------------------------------- | -------------- | ---------------------------------------------------------- | --------------------- |
| 1948 | Brindis a Manolete                                       | España         | Florián Rey                                                | Dolores               |
| 1948 | ¡Olé torero!                                             | España         | Benito Perojo                                              | Soledad Martínez      |
| 1949 | Rumbo                                                    | España         | Ramón Torrado                                              | Dulcenombre           |
| 1951 | María Morena                                             | España         | Pedro Lazaga, José María Forqué                            | María Morena          |
| 1951 | Debla, la virgen gitana                                  | España         | Ramón Torrado                                              | Carmelilla            |
| 1952 | Luna de sangre                                           | España         | Francisco Rovira Beleta                                    | Rita                  |
| 1953 | La alegre caravana                                       | España         | Ramón Torrado, Pedro Lazaga                                | Rocío                 |
| 1953 | El duende de Jerez                                       | España         | Daniel Mangrané                                            | Isabel                |
| 1954 | La moza de cántaro                                       | España         | Florián Rey                                                | María de Guzmán       |
| 1954 | Malvaloca                                                | España         | Ramón Torrado                                              | Malvaloca             |
| 1954 | Prisionera del pasado                                    | México         | Tito Davison                                               | María del Pilar       |
| 1955 | Suspiros de Triana                                       | España         | Ramón Torrado                                              | Reyes                 |
| 1955 | El soltero                                               | España Italia  | Antonio Pietrangeli                                        | María                 |
| 1956 | Curra Veleta                                             | España         | Ramón Torrado                                              | Curra Veleta          |
| 1956 | Dos novias para un torero                                | España México  | Antonio Fernández-Román                                    | Gitana española       |
| 1957 | Jamaica                                                  | España Francia | André Berthomieu                                           | Olivia de Montana     |
| 1957 | Las lavanderas de Portugal / Les lavandières du Portugal | España Francia | Pierre Gaspard-Huit                                        | Mariana               |
| 1958 | ¿Dónde vas, Alfonso XII?                                 | España         | Luis César Amadori                                         | María de las Mercedes |
| 1958 | ¡Viva lo imposible!                                      | España         | Rafael Gil                                                 | Palmira López         |
| 1958 | La Tirana                                                | España         | Juan de Orduña                                             | La Tirana             |
| 1959 | S.O.S., abuelita                                         | España         | León Klimovsky                                             | Clemen                |
| 1961 | Ventolera                                                | España         | Luis Marquina                                              | Cristina              |
| 1961 | Tierra brutal / The savage guns                          | España EE. UU. | Michael Carreras                                           | Franchea              |
| 1962 | La viudita naviera                                       | España         | Luis Marquina                                              | Candelaria            |
| 1962 | El balcón de la luna                                     | España         | Luis Saslavsky                                             | Pilar Moreno          |
| 1963 | Historia de una noche                                    | España         | Luis Saslavsky                                             | Laura Valenzuela      |
| 1964 | Las otoñales                                             | España Italia  | Marino Girolami, Javier Setó                               | Cantaora              |
| 1969 | El taxi de los conflictos                                | España         | José Luis Sáenz de Heredia, Antonio Ozores, Mariano Ozores | Amante de Alfredo     |
| 1975 | Canciones de nuestra vida                                | España         | Eduardo Manzanos                                           | Curra Veleta          |
| 1977 | Viva/muera Don Juan Tenorio                              | España         | Tomás Aznar                                                | Doña Ana              |
| 1983 | El Cid cabreador                                         | España         | Angelino Fons                                              | Doña Urraca           |

### Televisión

#### Como cantante
- Gran parada (1964)
- Esta noche con... (1969)
- Galas del sábado (1970)
- Cantares (1978)

#### Como actriz
- Hostal Royal Manzanares: "La buenaventura" (1997)
- Manos a la obra: "No trabajarás en domingo" (1998)

## Teatro
- Triana (1946)
- Pasodoble (1947)
- ¿Dónde vas, Alfonso XII? (1960), presentada en Buenos Aires, Argentina.
- Bodas de sangre (1962)
- Una estrella para todos (1965)
- Ella (1966)
- ¡Ay, molinera! (1967)
- La copla y el cante (1970)
- La novia de España (1971)
- Arte (1979)
- De Madrid al cielo (1988)

## Discografía

### Discos de duración extendida
- Veleta de la caleta (Columbia, 1954)
- Canciones de la película Curra veleta (Columbia, 1956)
- Doña Pasión (Columbia, 1956)
- Mi niño (La Voz de su Amo, 1964)
- Por tu voz (La Voz de su Amo, 1964)
- Del espectáculo musical Ella (Belter, 1966)
- Romance de la Reina Mercedes (Belter, 1967)
- Amor es mi canción (Belter, 1967)

### Álbumes
- Paquita Rico interpreta las canciones de la película La Tirana (SAEF, 1958)
- Paquita Rico (Belter, 1969)
- Paquita Rico (Euromusic, 1976)

### Discos recopilatorios
- La copla vol. 10 (1991)
- Sonido Radiolé: lo mejor de la copla (1995)
- Historia de la tonadilla, la copla y el cuplé (1998)
- Raíces de la canción española vol. 13 (1999)
- En la noche de boda y otros éxitos (2002)
- Grandes de la copla (2002)